# Río Erebato
El río Erebato es un río del estado Bolívar, en Venezuela, de aproximadamente 300 kilómetros de recorrido () que culminan con su desembocadura en el río Caura, del cual es su principal afluente.

## Población
La etnia maquiritare, del grupo caribe, vive en la cuenca de este río.
Humboldt informaba a comienzos de 1800 que los indios caribes transitaban a veces desde el Erebato hasta el río Manapiare para llegar a la zona del río Ventuari.
El gobierno español mantuvo una serie de 19 casas fuertes con dos soldados cada una entre La Esmeralda y este río hasta que los indígenas atacaron y destruyeron estas fortificaciones en 1776.